# Cyclopentane
Le cyclopentane est un composé chimique de formule C5H10. C'est un cycloalcane — alcane cyclique — pentagonal dont deux atomes de carbone sont situés de part et d'autre du plan formé par les trois autres. C'est un des alcanes cycliques dont la tension de cycle est la plus faible.
La synthèse des cycloalcanes se fait par reformage catalytique. Par exemple, lorsqu'il est passé sur une surface de platine chaude, le 2-méthylbutane se transforme en cyclopentane.
Il se présente comme un liquide incolore à l'odeur de pétrole, et demeure liquide entre −94 °C et 49 °C, avec une masse volumique de 0,74 g·cm-3 à 20 °C ; à cette température, la pression de vapeur saturante est de 34,6 kPa et la densité de cette vapeur est de 2,42.
Le cyclopentane a des applications dans diverses industries. En tant qu'hydrocarbure volatil, c'est un composant accessoire de certains carburants et agents gonflants. Ces dernières années, le cyclopentane a été utilisé comme réfrigérant pour remplacer les chlorofluorocarbures (CFC) et les hydrofluorocarbures (HFC), car il n'est pas aussi nocif pour la couche d’ozone. Le cyclopentane nécessite des précautions de sécurité pour éviter les fuites et l'inflammation lorsqu'il est utilisé comme réfrigérant, car il est à la fois hautement inflammable et peut également provoquer un arrêt respiratoire lorsqu'il est inhalé.